# Boreham Wood Football Club
Boreham Wood Football Club é um clube de futebol baseado na cidade de Borehamwood, Hertfordshire, Inglaterra. Foi fundado em 1948 e alcançou a segunda eliminatória da FA Cup por duas vezes na história. Atualmente, o Boreham disputa a National League pela primeira vez após conseguirem a promoção através dos play-offs em 2014-15. O clube é chamado de "the Wood" e tem uma rivalidade local com o St Albans City.

## História
O clube foi fundado em 1948 como uma fusão entre a Boreham Rovers e a Royal Retournez, e começou a jogar na Mid-Herts Football League.

## Títulos

### Liga
- Isthmian League Division One: 3

1976–77, 1994–95, 2000–01
- Southern Football League Division One East: 1

2005–06
- Athenian League Division One: 1

1973–74
- Athenian League Division Two: 1

1968–69
- Parthenon League: 1

1955–56

### Copa
- Isthmian League Cup: 1

1996–97
- Herts Senior Cup: 6

1971–72, 1998–99, 2001–02, 2007–08, 2013–14, 2017–18
- Herts Charity Cup: 5

1980–81, 1983–84, 1985–86, 1988–89, 1989–90
- London Challenge Cup

1997–98